# Liste der Naturdenkmale in Weyher in der Pfalz
Die Liste der Naturdenkmale in Weyher in der Pfalz nennt die im Gemeindegebiet von Weyher in der Pfalz ausgewiesenen Naturdenkmale (Stand 23. Mai 2024).

## Naturdenkmale
| Nr.         | Bezeichnung   | Lage                                        | Beschreibung                     | Bild                          |
| ----------- | ------------- | ------------------------------------------- | -------------------------------- | ----------------------------- |
| ND-7337-249 | Frankenfelsen | westlich des Ortes auf dem Frankenberg Lage | Buntsandsteinfelsen, hier Nr. 90 | mehr Fotos \| Fotos hochladen |

## Ehemalige Naturdenkmale
| Nr. | Bezeichnung                | Lage                                                              | Beschreibung                                                            | Bild                                    |
| --- | -------------------------- | ----------------------------------------------------------------- | ----------------------------------------------------------------------- | --------------------------------------- |
|     | Amerikanische Riesenfichte | Vogelsang, bei Nr. 26 Lage                                        | Sequoiadendron giganteum;, hier Nr. 89 Rechtsverordnung 2000 aufgehoben | Direkt Bild zu diesem Denkmal hochladen |
|     | Edelkastanie               | südwestlich des Ortes an der L 506; FLur In der neuen Anlage Lage | Castanea sativa;, hier Nr. 91 Rechtsverordnung aufgehoben               | Direkt Bild zu diesem Denkmal hochladen |
|     | Breiter Stein              | westlich des Ortes im Modenbachtal                                | Buntsandsteinfelsen; Rechtsverordnung aufgehoben                        | Direkt Bild zu diesem Denkmal hochladen |